# 潘福莹
潘福莹（1912年—？），男，汉族，浙江嘉兴人，中国电化学工程专家，曾任电子工业部第十八研究所第一副所长兼总工程师。